# Hans Witzany
Hans Witzany (* 5. November 1881 in Wien; † 10. April 1955 in Mödling) war ein österreichischer Politiker der Sozialdemokratischen Arbeiterpartei (SdP).

## Ausbildung und Beruf
Nach dem Besuch der Volks- und der Bürgerschule lernte er den Beruf des Schuhmachers. Er arbeitete auch als Metallarbeiter und war später Krankenkassenbeamter und Direktorstellvertreter.

## Politische Funktionen
- 1918: Mitglied des Gemeinderates der Stadt Steyr

Er war auch Obmann der Landesbaugenossenschaft Oberösterreich. Nach 1934 war er politisch nicht mehr aktiv.

## Politische Mandate
- 4. März 1919 bis 9. November 1920: Mitglied der Konstituierenden Nationalversammlung, SdP
- 10. November 1920 bis 1. Oktober 1930: Mitglied des Nationalrates (I., II. und III. Gesetzgebungsperiode), SdP
- 2. Dezember 1930 bis 17. Februar 1934: Mitglied des Nationalrates (IV. Gesetzgebungsperiode), SdP